# Mikkel Villingshøj
Mikkel Villingshøj er en dansk musiker, og trommeslager, uddannet fra Rytmisk Musikkonservatorium i København i 2006. Han spiller i genrene funk, pop, fusionsjazz, hip-hop, RnB og gospel, og spiller bl.a, med Suspekt, Klamfyr, Blue Page og Jooks.
Mikkel Villingshøj er endorsed af Drum Squad. I 2011 spillede Mikkel Villingshøj med Jonas Vincent Quartet på Århus Jazzfestival, sammen med Jonas Vincet (pia), Simon Dyhr (bas) og Thomas Franck.